# Bat'kivščina
Bat'kivščina (in ucraino Батьківщина?; AFI: [bɑtʲkiu̯ʃɪn̪ɐ]) è un singolo del gruppo musicale ucraino Kalush e del rapper ucraino Skofka, pubblicato il 16 dicembre 2022.

## Tracce
Testi di Volodymyr Samoljuk e Oleh Psjuk, musiche di Volodymyr Samoljuk.
1. Bat'kivščina – 3:43

## Classifiche

### Classifiche settimanali
| Classifica (2023) | Posizione massima |
| ----------------- | ----------------- |
| Ucraina           | 29                |

### Classifiche di fine anno
| Classifica (2023) | Posizione |
| ----------------- | --------- |
| Ucraina           | 81        |